# Мечеті України
У цьому списку зібрано основні мечеті, що існували чи існують на території України та були збудовані для мусульманських богослужінь або перебудовані на основі християнських храмів. До списку не увійшли молитовні кімнати. Сірим виділено неактивні мечеті. Список подано в хронологічному порядку за датою завершення будівництва. Список може бути неповним. Більшість мечетей України розташовані в Криму. Детальніше про мечеті Криму тут.

## Перелік мечетей
| Назва                                                  | Зображення | Місто                       | Регіон                   | Рік (роки)                 | Примітки |
| ------------------------------------------------------ | ---------- | --------------------------- | ------------------------ | -------------------------- | --- |
| Мечеть Бейбарса                                        |            | Старий Крим                 | Крим                     | 1288-?                     | Мечеть збудував єгипетський султан кримського походження Бейбарс. |
| Ескі-Сарай                                             |            | Джолман                     | Крим                     | кін. 13 ст.                | [ 2 ] [ 3 ] |
| Мечеть хана Узбека                                     |            | Старий Крим                 | Крим                     | 1314                       | Найстаріша збережена мечеть Криму, що діє сьогодні. При ній функціонувало медресе. |
| Куршум-Джамі (Свинцева мечеть)                         |            | Старий Крим                 | Крим                     | поч. 14 ст. — ?            | Споруджена в єгипетському стилі, проте точне не встановлено, хто був організатором будівництва. |
| Колеч-Мечеть (Мечеть на зручному місці)                |            | Новопокровка / Колеч-Мечеть | Крим                     | 14 ст. — 1950-ті           | Була розташована в однойменному зниклому поселенні, що тепер є частиною Новопокровки. |
| Муск-Джамі (Мускусна мечеть)                           |            | Старий Крим                 | Крим                     | пер. пол. 14 ст. — ?       | Збудована Узбек-ханом. |
| Падишах-Джамі                                          |            | Судак                       | Крим                     | кін. 14 ст.                | Частина комплексу Генуезької фортеці. У різний час виконувала функції також православної, католицької, лютеранської та вірменської церкви. Після 1926 року в будівлі розташовується музей. |
| Мала мечеть                                            |            | Ізмаїл                      | Одеська область          | 15 ст.                     | Єдина частина фортеці Ізмаїл, що вціліла до наших днів. Із 1973 року всередині міститься діорама «Штурм фортеці Ізмаїл» |
| Єні-Сала Джамісі                                       |            | Красноселівка / Єні-Сала    | Крим                     | кін. 15 ст.                | Руїни. |
| Кебір-Джамі (Велика мечеть)                            |            | Сімферополь / Ак-Мечеть     | Крим                     | 1508                       | Соборна п'ятнична мечеть, найстаріша будівля Ак-Мечеті, що й дала йому назву (Ак-Мечеть, тобто Біла мечеть). |
| Мечеть Султана Селіма (Біюк-Джамі)                     |            | Феодосія / Кафа             | Крим                     | 1522 — 1810-ті             | Мечеть було збудовано на основі давнього візантійського храму. У 1810-ті її було зруйновано для будівництва Олександро-Невського собору, який зруйнували більшовики 1933 року. У 2003 році з'явилася ініціатива відтворення мечеті. |
| Велика ханська мечеть (Велика Палацова мечеть)         |            | Бахчисарай                  | Крим                     | 1532                       | Частина Ханського палацу. Мечеть збудував Сахіб I Ґерай, у XVII столітті вона носила його ім'я. При мечеті було медресе, що не збереглося до нашого часу. |
| Острозька мечеть                                       |            | Острог                      | Рівненська область       | 16 ст. — поч. 20 ст.       | Зведена на веління князя Костянтина Острозького для кримських татар (татари-липки), що перебували в нього на службі. |
| Джума-Джамі (П'ятнична мечеть)                         |            | Євпаторія / Кезлев          | Крим                     | 1564                       | Головна мечеть міста. Збудована на кошти хана Девлета I Ґерая. |
| Муфті-Джамі                                            |            | Феодосія                    | Крим                     | 1637                       | Збудована протягом 1623—1637 років феодосійськими турками за зразком середньовічних стамбульських мечетей. Протягом кінця 18 — початку 20 століття була вірменським храмом Успіння. |
| Кам'янецька мечеть                                     |            | Кам'янець                   | Хмельницька область      | 1672-1699 (як мечеть)      | Костел, збудований 1375 року, було перетворено на мечеть у 1672—99 роках, коли Кам'янець був під владою Османської імперії. Католицьку атрибутику було прибрано, а на західному фасаді збудовано мінарет. Після повернення міста Речі Посполитій у споруді відновили католицький костел святих апостолів Петра і Павла.                                              |
| Мечеть у Шаргороді                                     |            | Шаргород                    | Вінницька область        | 1672-1699 (як мечеть)      | Синагогу, збудована 1589 року, було перетворено на мечеть у 1672-99 роках, коли Шаргород був під владою Османської імперії. Після повернення Поділля до Речі Посполитої будівлю було ґрунтовно реконструйовано, а синагогу відновлено. |
| Карагоз-Джамі                                          |            | Первомайське / Караґоз      | Крим                     | 17/18 ст. — 20 ст.         | Зруйнована радянською владою. |
| Валіде-Шериф                                           |            | Сімферополь / Акмесджит     | Крим                     | 1909 — 1930                | Мечеть була побудована на кошти, подаровані російським імператором. Микола II пожертвував на її зведення 10 тис. руб. і подарував килими вартістю 50 тис. руб. Зруйнована радянською владою. |
| Мечеть Айя-Софія                                       |            | Гурзуф                      | Крим                     | 1894 — 1932                | Мечеть побудована коштом російського купця Петра Губоніна з 1894 по 1905 рік на місці старої мечеті. Зруйнована радянською владою. |
| Тахтали-Джамі (Дерев'яна мечеть)                       |            | Бахчисарай                  | Крим                     | 1707                       | Мечеть збудувала Бек-Хан Султанхани, донька Селіма I Ґерая. |
| Мечеть Валіде-Султан                                   |            | Хотин                       | Чернівецька область      | 1713-1806                  | Мечеть було збудовано всередині Хотинської фортеці в часи правління Османської імперії у 1713—1806 рр. До наших днів збереглися лише руїни мечеті. |
| Єшиль-Джамі (Зелена мечеть)                            |            | Бахчисарай                  | Крим                     | 1764                       | Збудована на прохання дружини Кирима Ґерая хана. Занедбана через убивство імама. |
| Дерекой Джамі                                          |            | Ялта                        | Крим                     | 1840                       | У 1906-1910 роках у мечеті викладав видатний просвітитель кримськотатарського народу Ісмаїл-Бей Гаспринський. |
| Керченська мечеть                                      |            | Керч                        | Крим                     | 1850                       | |
| Юкари-Джамі                                            |            | Алушта                      | Крим                     | середина XIX ст.           | |
| Харківська соборна мечеть                              |            | Харків                      | Харківська область       | 1906—1936 2006             | Нову мечеть було збудовано на місці старої, яка була зруйнувана радянською владою у 1936 році. |
| Коккоз-Джамі                                           |            | Соколине / Коккоз           | Крим                     | 1910                       | Збудована на кошти князя Фелікса Юсупова. |
| Ак'яр Джамі                                            |            | Севастополь / Ак'яр         | Крим                     | 1914                       | |
| Мерхамет Джамісі                                       |            | Сімферополь / Акмесджит     | Крим                     | 1992                       | Мечеть збудували завдяки підтримки вірянина з Саудівської Аравії. З 2021 року відбувається реконструкція, планується будівництво мінарету. |
| Абу-Бекір Джамі                                        |            | Андрусове / Тахта-Джамі     | Крим                     | 1996                       | Мечеть була побудована в 1996 році коштом представників кримськотатарської діаспори Туреччини. З 2018 року відбувається реконструкція. |
| Ахать-Джамі                                            |            | Донецьк                     | Донецька область         | 1999                       | Соборна мечеть Донецька. Названа на честь Ахатя Брагіна, її мецената, що загинув до завершення будівництва храму. |
| Мекке Джамі                                            |            | Курман                      | Крим                     | 1999                       | |
| Полтавська міська мечеть                               |            | Полтава                     | Полтавська область       | 2000                       | |
| Мечеть Імама Алі                                       |            | Харків                      | Харківська область       |                            | Перша шиїтська мечеть України. Належить азербайджанській громаді Харкова |
| Терек-Елі Джамісі                                      |            | Трипрудне /Терек-Елі        | Крим                     | 2001                       | |
| Алма-Тархан                                            |            | Віліне / Бурлюк             | Крим                     | 2001                       | Збудована під керівництвом Духовного управління мусульман Криму. Будівництво фінансував громадянин Саудівської Аравії. |
| Мечеть Аль-Салам                                       |            | Одеса                       | Одеська область          | 2001                       | Збудовано на кошти бізнесмена сирійського походження Аднана Ківана. |
| Яни-Джамі                                              |            | Саки                        | Крим                     | 2002                       | Мечеть збудована за підтримки мусульман Кувейта. При мечеті діє медресе. |
| Аджи Белял Джамі                                       |            | Новоолексіївка              | Херсонська область       | 2002                       | |
| Мечеть султана Сулеймана та Роксолани                  |            | Маріуполь                   | Донецька область         | 2007                       | Мечеть зведено на кошти азербайджанської громади міста. |
| Луганська соборна мечеть                               |            | Луганськ                    | Луганська область        | 2010                       | Соборна мечеть. Збудовано за проєктом однієї з чинних кримських мечетей. |
| Мечеть імені Ахмат-Хаджі Кадирова                      |            | Воїнка                      | Крим                     | 2010                       | Мечеть збудована коштом «Фонду імені Ахмата Кадирова» голови Чеченської Республіки Рамзана Кадирова. |
| Ар-Рахма                                               |            | Київ                        | Київська область         | 1996-2011                  | Мечеть збудовано з ініціативи Духовного управління мусульман України |
| Джемаат Джамі                                          |            | Сімферополь / Акмесджит     | Крим                     | 2012                       | |
| Кунан Джамісі                                          |            | Красносільске / Кунан       | Крим                     | 2013                       | Мечеть будували на кошти Духовного управління мусульман Криму та Альраїд |
| Корбек Джамі                                           |            | Ізобільне / Корбекуль       | Крим                     | 2014                       | Гроші на будівництво мечеті надав відомий турецький підприємець Мурат Улькер. |
| Рефат Веліулла Джамі                                   |            | Білогірськ / Карасубазар    | Крим                     | 2015                       | Побудована на кошти мецената Ресуля Веліляєва. Названа на честь батька мецената. |
| Мечеть «Баракят»                                       |            | Суми                        | Сумська область          | 2015                       | Будівництво велося на кошти вірян. Ім'я «Баракят» в перекладі з арабської означає «благодать, милосердя». Урочисте відкриття мечеті відбулося 27 грудня 2015 року та збіглося зі святом Мавлід. |
| Сеїт-Сеттар                                            |            | Сімферополь / Акмесджит     | Крим                     | 2016                       | Будівництво велося на кошти Міністерства у справах релігії Туреччини і приватних інвесторів. Від старої споруди тут частково зберігся тільки фундамент. |
| Наріман Осман Джамісі                                  |            | Яни-Капу                    | Крим                     | 2016                       | З вересня 2011 року до травня-червня 2012 року мусульманам спільними зусиллями вдалося зібрати 80 тис. гривень, проте зібраних грошей вистачило лише на закладку фундаменту майбутньої мечеті. У 2013 році втілити проект у життя відгукнувся молодий підприємець Шевкет Усмонов із міста Білогірськ, він узяв на себе все подальше фінансування будівництва мечеті. |
| Кадир-Джамі                                            |            | Левадки                     | Крим                     | 2017                       | Будували на кошти приватних осіб та громадськості. |
| Кучук Джамі                                            |            | Тарасівка                   | Київська область         | 2017                       | Згідно проектом мечеть буде двоповерховою та виглядатиме в кримськотатарському стилі з одним мінаретом. |
| Східний культурний центр імені Ахмеда Сулеймана Ківана |            | Одеса                       | Одеська область          | 2018                       | Мечеть збудовано на кошти бізнесмена сирійського походження Аднана Ківана. |
| Кременчуцька міська мечеть                             |            | Кременчук                   | Полтавська область       | 2018                       | Мечеть збудовано на кошти Духовного управління мусульман України. Відкриття мечеті відбулося 12 жовтня 2018 року. Традиційні для мечеті мінарети не споруджували. |
| Кокташ-Джамі                                           |            | Синьокам'янка /Кокташ       | Крим                     | 2021                       | |
| Актачи-Кият Джамі                                      |            | Білоглинка/Актачи-Кият      | Крим                     | 2024                       | |
| Буюк Джума-Джамі                                       |            | Сімферополь / Акмесджит     | Крим                     | 2024                       | Згідно з проектом, соборна мечеть в Сімферополі має вміщувати 5 тис. осіб. Соборна мечеть являє собою основну будівлю в кримськотатарському стилі з чотирма однаковими мінаретами і куполом. |
| Ісламський духовно-культурний центр                    |            | Дніпро                      | Дніпропетровська область | 1911, триває реконструкція | Храм вміщатиме понад 400 осіб. Молитовна зала для чоловіків на 298 осіб розташується на першому поверсі. Тут же будуть роздягальні, санвузли, приміщення для обряду обмивання. А на другому поверсі планується молитовна зала для жінок (на 135 осіб), кабінет настоятеля центру, дитячі кімнати. Для маломобільних людей у мечеті зроблять спеціальний ліфт.        |
| Одеська соборна мечеть                                 |            | Одеса                       | Одеська область          | будівництво                | Мечеть вміщатиме понад тисячу вірян. Нагадуватиме за архітектурною формою мечеть Аль-Масджид ан-Набаві в Медині. |